# 1291 en santé et médecine
| Années de la santé et de la médecine : 1288 - 1289 - 1290 - 1291 - 1292 - 1293 - 1294    |
| Décennies de la santé et de la médecine : 1260 - 1270 - 1280 - 1290 - 1300 - 1310 - 1320 |

Cet article présente les faits marquants de l'année 1291 en santé et médecine.

## Événements

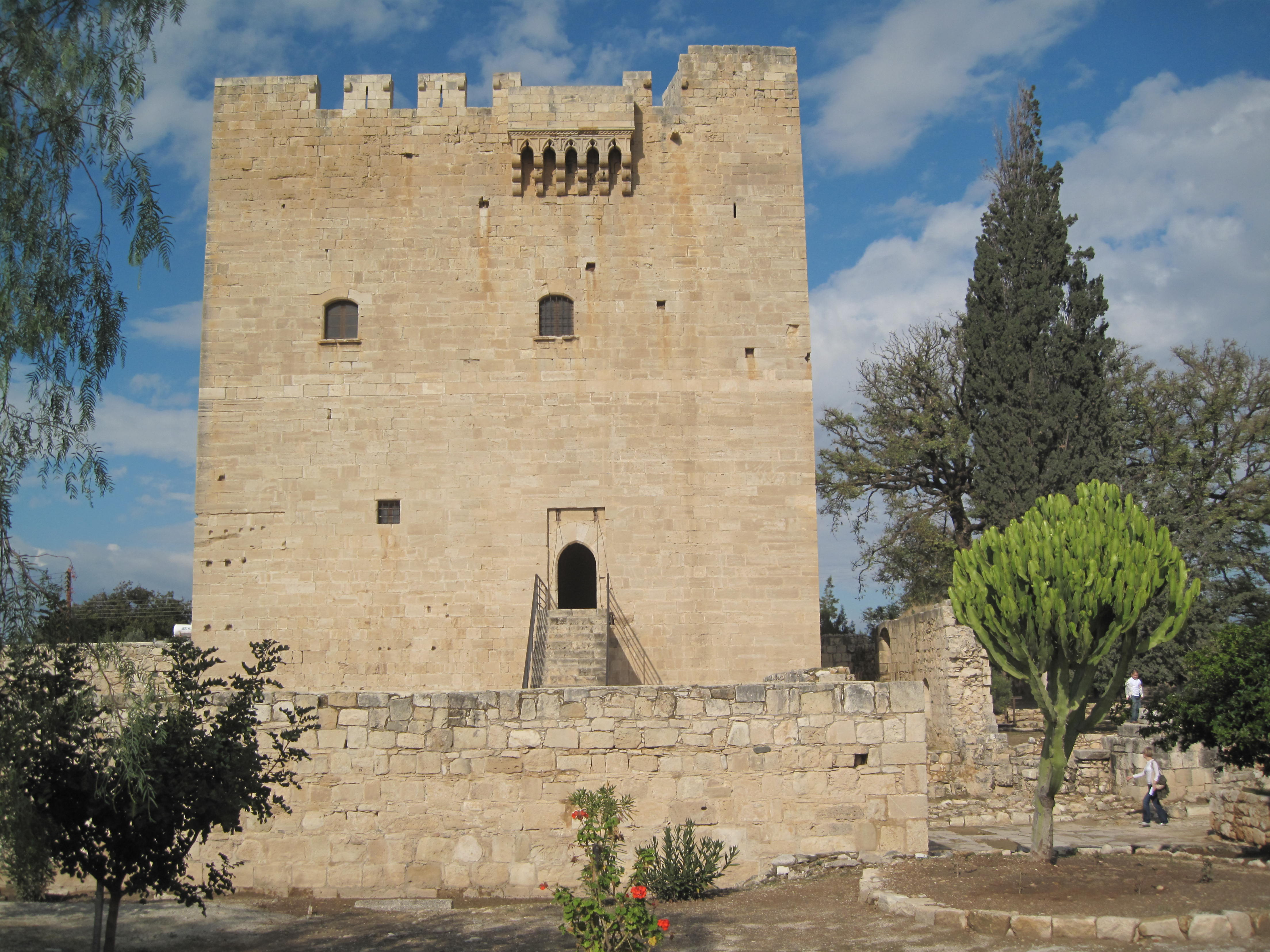
Le château de Kolossi Commanderie hospitalière
à Chypre

- Les « hôpitaux » de Solignac et de Lastours en Limousin, désignés sous ce terme depuis 1195, seront mentionnés comme « léproseries » en 1354[1].
- À Lille, en Flandre, Jehan du Solier fonde l'hôpital de la Trinité qu'il destine à l'hébergement de cinq « pauvres honteux[2] » ainsi qu'à de pauvres passants, établissement qui recevra jusqu'à vingt-cinq malades, mais dont la capacité sera réduite en 1421 à seize lits, réservés « aux femmes gisant d'enfants et aux pauvres malades femmes[3] ».
- Fondation à Venise par Bartolomeo Querini (it), évêque de Castello, d'un hôpital à côté duquel sera construit en 1296 un oratoire placé sous l'invocation de saint Barthélemy[4].
- Après la prise de Saint-Jean d'Acre par les mamelouks, les Hospitaliers transportent leur siège et leur hôpital à Némosie, dans l'île de Chypre où ils sont d'ailleurs présents depuis 1210[5],[6].
- Première mention de médecins universitaires à Wurtzbourg en Bavière[7].
- Épidémie de « peste » à Valenciennes, en Hainaut[8].
- Avant 1291 : fondation à Choseley (en), près de Docking, entre Fakenham et King's Lynn dans le comté de Norfolk, d'une léproserie qui ne sera fermée qu'en 1428[9].

## Publication
- Le médecin, philosophe et talmudiste italien Hillel ben Samuel (en) achève le « Traité sur l'âme » (Sefer Tagmolé ha-Nefesch), son principal ouvrage[10].

## Personnalités
- Fl. Théophanie, barbière à Angers, capitale du comté d'Anjou[11].
- Fl. Michel, barbier, au service d'Hélie III Rudel, seigneur de Pons, en Saintonge[11].
- 1291-1327 : fl. Jean Amell, médecin, originaire de Toulouse, au service de Jacques II, roi d'Aragon[12].
- 1291-1345 : fl. Jean de Lyons, médecin de Philippe le Bel, puis de Jeanne, comtesse de Bourgogne, femme de Philippe le Long[13].